# Зрада (фільм, 2005)
«Зрада» (фр. La Trahison) — франко-бельгійський драматичний фільм 2005 року, поставлений режисером Філіппом Фоконом за романом Клода Саля.

## Сюжет
Алжир, 1960. У одному з високогірних селищ на чолі загону з тридцяти солдатів, які мають завдання патрулювати територію, розставляти пастки ворогові, здійснювати нагляд і чинити психологічний вплив на населення, стоїть молодший лейтенант Рок. Він розривається між співчуттям до місцевого населення, яке зазнає репресій і тортур, і солдатами, чий дух він має підтримувати, не втрачаючи при цьому пильності. Крім того, до очолюваного ним загону входять четверо призовників північноафриканського походження («F. S. N. A.» — фр. Français de Souche Nord-africaine), серед них капрал Таєб, чиє товариство Рок особливо цінує. Проте одного дня справа набирає зовсім інших обертів…

## У ролях
| • Венсан Мартінес | … | Рок            |
| • Ахмед Берама    | … | Таєб           |
| • Сиріл Тролі     | … | Верньє         |
| • Валід Бузем     | … | Ахмед          |
| • Меді Язев       | … | Гашем          |
| • Мехді Ідрисс    | … | Алі            |
| • Патрик Декам    | … | капітан Франше |
| • Люк Тюйє        | … | капітан Сансу  |

## Знімальна група
- Авторb сценарію — Клод Саль, Філіпп Фокон, Сорайя Ніні за романом Клода Саля
- Режисер-постановник — Філіпп Фокон
- Продюсери — Рішар Джуді, Стефан Луе
- Виконавчий продюсер — Ясін Лалуї
- Асоційований продюсер — Крістіан Арджентіно, Нгуен Чунг Бінь, Філіпп Фокон
- Оператор — Лорен Фенар
- Композитор — Бенуа Шлосберг
- Монтаж — Софі Мондонне
- Художник-постановник — Рамдан Качер
- Художник по костюмах — Ізабель Бланк, Ель-Бухарі Габбель

## Про фільм
Весь фільм було знято в Алжирі, в Бу Саада (Bou Saada), за 300 км на південь від столиці.
«Фільм показує Алжирську війну так, як її раніше майже не зображали в кіно, — війну, що складається з очікування, щоденного напруження в закиненій на край світу заставі, яка проривається раптовими вибухами насильства. Цей фільм також висвітлює реалії, про які свого часу говорилося мало, зокрема про примусові переселення сільського населення Алжиру. Це масштабна акція, що десь у 1956—1961 роках зачепила близько двох мільйонів селян» (Бенжамен Стора).